# Maria (filha de Maurício)
Maria ou Mariã foi uma grega cristã do Império Bizantino do fim do século VI e começo do VII, que se casou em data desconhecida com o xá do Império Sassânida Cosroes II (r. 590–628). Inúmeras fontes não bizantinas dizem que era filha do imperador Maurício (r. 582–602) e que o casamento teria sido realizado aquando da restauração de Cosroes ao seu trono, que havia sido usurpado por Vararanes VI (r. 590–591) e foi recuperado com apoio bizantino. Nenhuma fonte bizantina, porém, confirma tal genealogia. Seja como for, é sabido que era mãe de Siroes, o filho mais velho, e Borana. Apesar de sua senioridade, Cosroes preferiu nomear como sucessor Merdasas, filho de Sirém. Num golpe de Estado, Siroes derrubou seu pai e matou todos os seus irmãos e meio-irmãos. O Xanamé de Ferdusi contradiz sua senioridade, alegando que Cosroes e Sirém já eram casados antes do exílio no Império Bizantino em 590.
Para Wilhelm Baum, que concorda com a genealogia das fontes, o casamento de Cosroes e Maria pretendia estabelecer uma aliança matrimonial da dinastia sassânida com a dinastia justiniana. Dentre as fontes que a citam estão os relatos da Crônica de Edessa,  de Dionísio I de Tel Mare  (conforme preservado na Crônica de 1234), de Atabari, do patriarca grego Eutíquio de Alexandria, de Ferdusi, a Crônica de Sirte, de Miguel, o Sírio, de Bar Hebreu e do Mir-Quevande. Tomando por certo que era filha legítima de Maurício, e tendo em conta que se casou com sua esposa Constantina em agosto de 582, em 590 Maria teria menos de oito anos. Teofilacto Simocata, a fonte mais completa sobre o reinado de Maurício, nunca a menciona.
O Xanamé coloca a história de Maria morrendo, envenenada por Sirém. Histórias posteriores as caracterizando como rivais. Em vários casos, sua luta é baseada na tentativa de elevar diferentes herdeiros ao trono (Siroes e Merdasas). Baum considera Sirém uma figura histórica, e Maria sendo uma figura lendária, talvez originada com uma Maria histórica do Império Bizantino, que era membro do harém de Cosroes, mas não era uma rainha, nem uma princesa imperial.